# De hemligas ö
De hemligas ö är en ungdomsroman med vänsterpolitiska förtecken, skriven 1966 av Sven Wernström. Den handlar om en grupp barnscouter som förliser på en öde ö och skapar en egen civilisation med alla triumfer och problem det innebär. Boken är något av en snällare version av Flugornas herre. Romanen filmades för TV av Jan Halldoff 1971 och serien visades 1972.
En serieversion av boken tecknades av Peter Csihas och publicerades som följetong i Kamratposten med start i nr 11/1976.

## Utgåvor
- 1966 - De hemligas ö
- 1969 - De hemmeliges øy (bokmål)
- 1971 - De hemligas ö
- 1972 - Skjult på øen (danska) ISBN 87-14-17231-3
- 1974 - Aevintýraleg útilega (isländska)
- 1977 - De hemligas ö ISBN 91-20-02001-5
- 1985 - De hemligas ö ISBN 91-20-07423-9
- 1989 - Skjult på øen (danska) ISBN 87-14-18597-0
- 1992 - Jazirah-i makhfiha (persiska) ISBN 91-630-0809-2
- 1995 - De hemligas ö ISBN 91-7448-828-7
- 2001 - Skjult på øen (danska) ISBN 87-14-19941-6